# (6727) 1991 TF4
1991 تي أف 4 (ويعرف أيضًا باسم (6727) 1991 تي أف 4 وفق تسمية الكوكب الصغير) (بالإنجليزية: 1991 TF4)‏ هو كويكب ضمن حزام الكويكبات؛ وترتيبه 6727 من حيث الاكتشاف.
اكتُشف هذا الجُرم الفلكي بواسطة كينيث جاي لورانس في 10 أكتوبر 1991.

## وصلات خارجية
- (6727) 1991 TF4 في قاعدة بيانات مختبر الدفع النفاث لأجرام النظام الشمسي الصغيرة

- الاكتشاف · مخطط المدار ·  العناصر المدارية · المعلمات المادية

- (6727) 1991 TF4 على موقع ويكي سكاي: DSS2, SDSS, GALEX, IRAS, Hydrogen α, X-Ray, Astrophoto, Sky Map, Articles and images